# Abdolnaser Hemmati
Abdolnaser Hemmati (Kabudarahang, Provincia de Hamadán, 9 de abril de 1956) es un académico, político y economista iraní que se desempeñó como gobernador del Banco Central de la República Islámica de Irán entre 2018 y 2021. Fue candidato en las elecciones presidenciales de Irán de 2021 y terminó en tercer lugar.

## Biografía

### Educación
En 1978 recibió una licenciatura en economía de la Facultad de Economía de la Universidad de Teherán. Obtuvo una maestría de la misma facultad en 1988. Hemmati completó un curso avanzado de auditoría en el Coopers & Librand Institute y estudió economía en Londres, completando sus estudios de doctorado en 1993 en la Universidad de Teherán.

### Carrera
De 1980 a 1989 estuvo a cargo de la gestión de la transmisión de noticias y la Organización de Radiotelevisión de la República Islámica de Irán, y se convirtió en el diputado político de la organización. Durante la guerra entre Irán e Irak, se encargó de la propaganda de guerra.
Fue director general de la Central de Seguros, así como Presidente del Consejo Supremo de Seguros durante tres mandatos, de 1994 a 2006. Fue uno de los impulsores de las políticas de privatización en el sector de seguros. En 1998, Hemmati propuso el establecimiento de un fondo de reserva de divisas, más tarde conocido como cuenta de reserva de divisas.
Presidió el Consejo de Administración de Asian Reinsurance Company, con sede en Bangkok, Tailandia, de 2001 a 2019.
Fue el CEO de Sina Bank de 2006 a 2013, durante 7 años. Durante este período consiguió que la Unión Europea levantara las sanciones impuestas al banco, lo que llevó a la eliminación de Sina Bank de la lista de sanciones impuestas por decisión del Tribunal de Justicia de la Unión Europea.
Por recomendación de Alí Tayebniá, ministro de Economía y Finanzas, fue nombrado CEO del Banco Melli en 2013, en reemplazo de Farshad Heydari. Volvería a desempeñarse como Presidente del Consejo Supremo de Seguros entre 2016 y 2018, y fue embajador de Irán en China por unas pocas semanas.
En 2018, el presidente Hasán Rohaní despidió al Gobernador del Banco Central de la República Islámica de Irán, Valiollah Seif, y nombró a Hemmati en su lugar. El 30 de mayo de 2021 fue destituido debido a su candidatura presidencial.

### Candidatura presidencial de 2021
El 25 de mayo de 2021 se registró como candidato en las elecciones presidenciales de Irán de 2021 asistiendo al Ministerio del Interior. Fue aprobado por el Consejo de Guardianes como uno de los candidatos presidenciales finales.
El Partido de Ejecutivos de la Construcción anunció su apoyo a Hemmati.

### Presidential candidate
Abdolnaser Hemmati entered the fray in the 2017 presidential election with the slogan "Economy for the People." He presented plans to reduce inflation, improve people's livelihoods, and attract foreign investment. Hemmati added that Iran's economy is moving away from dependence on oil and toward income diversification.

## Publicaciones
- Hemmati, Abdolnaser (1997). توسعه اقتصادی [Desarrollo económico] (en persa). Publicaciones Soroush.
- Hemmati, Abdolnaser (1995). اقتصاد نفت، تألیف [Economía del petróleo] (en persa). Publicaciones Soroush.
- Hemmati, Abdolnaser (1993).  Instituto de Ciencias Bancarias, ed. اقتصاد کلان (مقدمه‌ای بر سیاستهای پولی و مالی) [Macroeconomía, una introducción a la política fiscal y monetaria] (en persa).
- Hemmati, Abdolnaser (1987). مشکلات اقتصادی جهان سوم [Problemas económicos del tercer mundo] (en persa). Publicaciones Soroush.[20]